# Whenever I Call You "Friend"
Whenever I Call You "Friend" is een nummer van de Amerikaanse zanger Kenny Loggins, in samenwerking Fleetwood Mac-zangeres Stevie Nicks uit 1978. Het is de eerste single van Nightwatch, het tweede soloalbum van Loggins.
Het woord "Friend" in de titel betekent dat de ik-figuur in het nummer bevriend is met zijn meisje, maar ook een relatie met haar heeft. Loggins wilde het nummer aanvankelijk opnemen met Melissa Manchester, die het nummer ook mede schreef. Maar omdat Manchester onder een ander contract stond, klopte Loggins bij Stevie Nicks aan. Loggins kende Nicks al enige tijd; hij stond in het voorprogramma tijdens de tour van Fleetwood Mac, die anderhalf jaar duurde. De opnames van "Whenever I Call You 'Friend'" gingen niet zonder slag of stoot. Volgens Nicks was Loggins veeleisend en autoritair. Nicks bereikte in de eerste instantie niet de toonsoort die Loggins wilde. Alle pogingen die Nicks deed, vond Loggins niet goed genoeg. waardoor Nicks bijna besloot te stoppen met de opnames.
Het nummer bereikte de 5e positie in de Amerikaanse Billboard Hot 100. In Europa werd de plaat alleen een hit in het Nederlandse taalgebied; met een 13e positie in de Nederlandse Top 40 en een 25e positie in de Vlaamse Radio 2 Top 30.
Toen Loggins het nummer ten gehore ging brengen in AVRO's TopPop, zong hij het met de Nederlandse zangeres Kimm Hekker, aangezien Nicks niet op kwam dagen.
Het is ook erg vreemd dat Nicks niet werd genoemd op de hoes en in de credits.

## NPO Radio 2 Top 2000
| Nummer met noteringen in de NPO Radio 2 Top 2000 | '99  | '00  | '01  | '02  |
| ------------------------------------------------ | ---- | ---- | ---- | ---- |
| Whenever I Call You "Friend"                     | 1509 | 1583 | 1682 | 1919 |

1. ↑  Een vetgedrukt getal geeft de hoogste notering aan.
2. ↑  Deze tabel is bijgewerkt tot en met de laatste editie (2024).